# Jiang Yuyuan
Jiang Yuyuan (chiń. upr. 江钰源; chiń. trad. 江鈺源; pinyin Jiāng Yùyuán; ur. 1 listopada 1991 w Liuzhou) – chińska gimnastyczka, mistrzyni olimpijska, trzykrotna medalistka mistrzostw świata.
Największym osiągnięciem zawodniczki jest złoty medal igrzysk olimpijskich w Pekinie w 2008 roku w konkurencji drużynowej. Jest dwukrotną wicemistrzynią świata w wieloboju indywidualnie i drużynowo oraz brązową medalistką w rywalizacji zespołowej.

## Osiągnięcia
| Rok  | Zawody               | Miasto    | Miejsce | Konkurencja            | Punktacja |
| ---- | -------------------- | --------- | ------- | ---------------------- | --------- |
| 2007 | Mistrzostwa świata   | Stuttgart | 2       | Drużynowo              | 183.450   |
| 2008 | Igrzyska olimpijskie | Pekin     | 1       | Drużynowo              | 188.900   |
| 2010 | Mistrzostwa świata   | Rotterdam | 3       | Drużynowo              | 174.781   |
| 2010 | Mistrzostwa świata   | Rotterdam | 2       | Wielobój indywidualnie | 59.998    |